# 우리교통 (서울)
우리교통(―交通)은 서울특별시의 마을버스 회사이고, 본사는 서울특별시 양천구 신정로7길 17번(신정동) 양천공영차고지 내에 위치해 있다.

## 연혁
- 1998년 : 갑을운수 설립
- 2002년 : 명칭을 갑을운수에서 굿모닝교통으로 변경
- 2013년 4월 5일 : 회사 창립
- 2013년 6월 1일 : 시내버스 6648번에서 마을버스 양천04번으로 전환되어 본 회사에서 운행.

## 운행 노선
- ● 양천04번 : 신도림역 ↔ 양천구청역 (구 양천마을 6번, 6648번)

## 보유 차량
전 차량이 자일대우버스의 차종으로 운행한다.